# 指田稔
指田 稔（さしだ みのる、1968年12月25日 - ）は、日本のゲームクリエイター（グラフィックデザイナー）。東京都出身。バンダイナムコスタジオ所属。人類全能化シリーズ『技脳体』『テクノドライブ』、『エースコンバット3 エレクトロスフィア』や『ミスタードリラー』シリーズを担当。2007年からはアーケードゲーム、特にキッズ向けのカードゲーム機で活動している。

## 主な経歴[1]
- 1968年、東京都に生まれる
- 1990年3月、阿佐ヶ谷美術専門学校プロダクトデザイン科卒業[2]
- 1990年4月、株式会社ナムコ（2006年3月31日より、株式会社バンダイナムコゲームス）に入社。
- 1990年~1996年、カニカニパニック、ゾンビキャッスル等のエレメカのデザインを多数手掛け、ナムコ・ワンダーエッグのアトラクションデザインも手掛ける。
- 1997年、「人類全能化計画技脳体」のデザイン
- 1998年、「テクノドライブ」のデザイン
- 1999年、プレイステーション用ソフト「エースコンバット3 エレクトロスフィア」のインターフェイス・ゲーム内グラフィックデザイン
- 2000年、「テイルズ オブ デスティニー2」デザイン
- 2000年~2003年、「ミスタードリラーシリーズ」のアートディレクションとデザイン
- 2002年、「スターブレードオペレーションブループラネット」のアートディレクションとメカニックデザイン[3]
- 2005年、「機動戦士ガンダム 一年戦争」のアートディレクションとデザイン
- 2007年~2011年キッズカードゲーム「百獣大戦アニマルカイザー」にアートディレクター、プランナーとして参加[4]
- 2011年~2016年、キッズカードゲーム「百獣大戦グレートアニマルカイザー」に参加
- 2012年~2015年、キッズガンゲーム「友情装着!ブットバースト」に参加
- 2015年、「タイムクライシス５」UIデザイン
- 2016年、「ポッ拳 POKKÉN TOURNAMENT」にアーティストとして参加
- 2017年、「鉄拳7」にゲストデザイナーとして参加

## 人物
1990年代末期に、業務用ゲームのグラフィックデザインに、いわゆる「テクノ調」のイメージと、1980年代のゲームカルチャーからインスパイアされた要素を巧みに取り入れた、独自の世界観を展開する。家庭用ソフト「エースコンバット3 エレクトロスフィア」では、そのゲームストーリーとマッチしたGUIと、企業ロゴを多数デザイン。
ナムコ時代の過去の製品に使用されたキービジュアルの収集、保全活動を行っており、その様子はCEDEC 2020にて報告された。
プライベートでは玩具コレクターとしても有名で、玩具やゲームをモチーフとしたTシャツ等も多数デザインしている。

## 講演
CEDEC2020 オールドビデオゲームのキービジュアルを読み解く〜歴史の中での役割とその価値の再発見〜